# Đài tưởng niệm Tomáš Garrigue Masaryk ở Praha

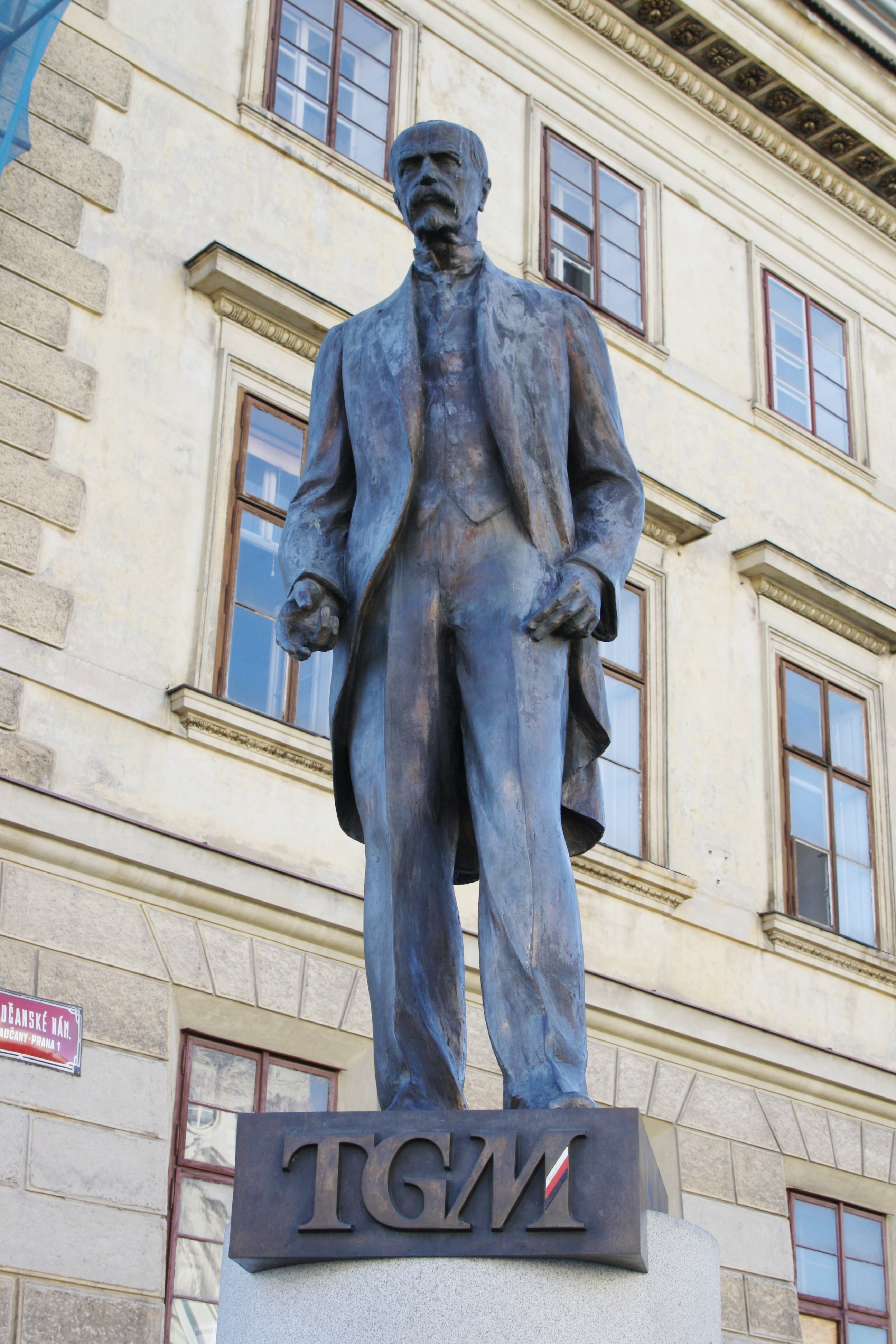
Đài tưởng niệm Tomáš Garrigue Masaryk, Quảng trường Hradčany, Praha (2009).

Đài tưởng niệm Tomáš Garrigue Masaryk ở Praha (tiếng Séc: Pomník Tomáše Garrigue Masaryka, tên gọi tắt: Tượng đài TGM) là một trong những tượng đài nổi bật nằm trên quảng trường Hradčany, hướng đối diện lâu đài Praha và gần cung điện Salm, Cộng hòa Séc. Tượng đài này khắc họa hình ảnh nhà sáng lập cũng là vị Tổng thống đầu tiên của Tiệp Khắc - Tomáš Garrigue Masaryk (1850 - 1937).

## Lịch sử

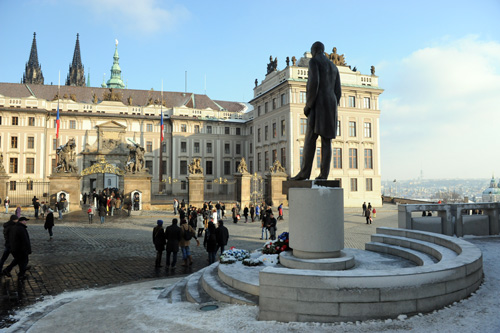
Đài tưởng niệm Tomáš Garrigue Masaryk - Hướng đối diện lâu đài Praha

Tượng đài này được hai nhà điêu khắc tài hoa người Séc Josef Vajce và Jan Bartoš thực hiện. Bức tượng được đúc bằng đồng, cao 3 mét, nặng khoảng 555 kg, được đặt trên một bệ đá granit hình trụ tròn. Dòng chữ TGM trên bệ đá cũng nổi bật với ba màu sắc (trắng - đỏ - đen) ở chữ M.
Công trình được đặt ở góc Đông Bắc của cung điện Salm và chính thức được khánh thành vào ngày 7 tháng 3 năm 2000, nhân kỷ niệm 150 năm ngày sinh của Tomáš Garrigue Masaryk. Nhiều nhân vật có tầm ảnh hưởng đã tham dự lễ khánh thành, bao gồm: Tổng thống Václav Havel, Bộ trưởng Ngoại giao Hoa Kỳ Madeleine Korbel Albright, Hồng y Miloslav Vlk cùng nhiều vị khách quan trọng khác..